# Dia da Ave
Dia da Ave é o nome de vários feriados que celebram as aves. Vários países comemoram esse feriado em diferentes datas.

## Dia Mundial das Aves Migratórias

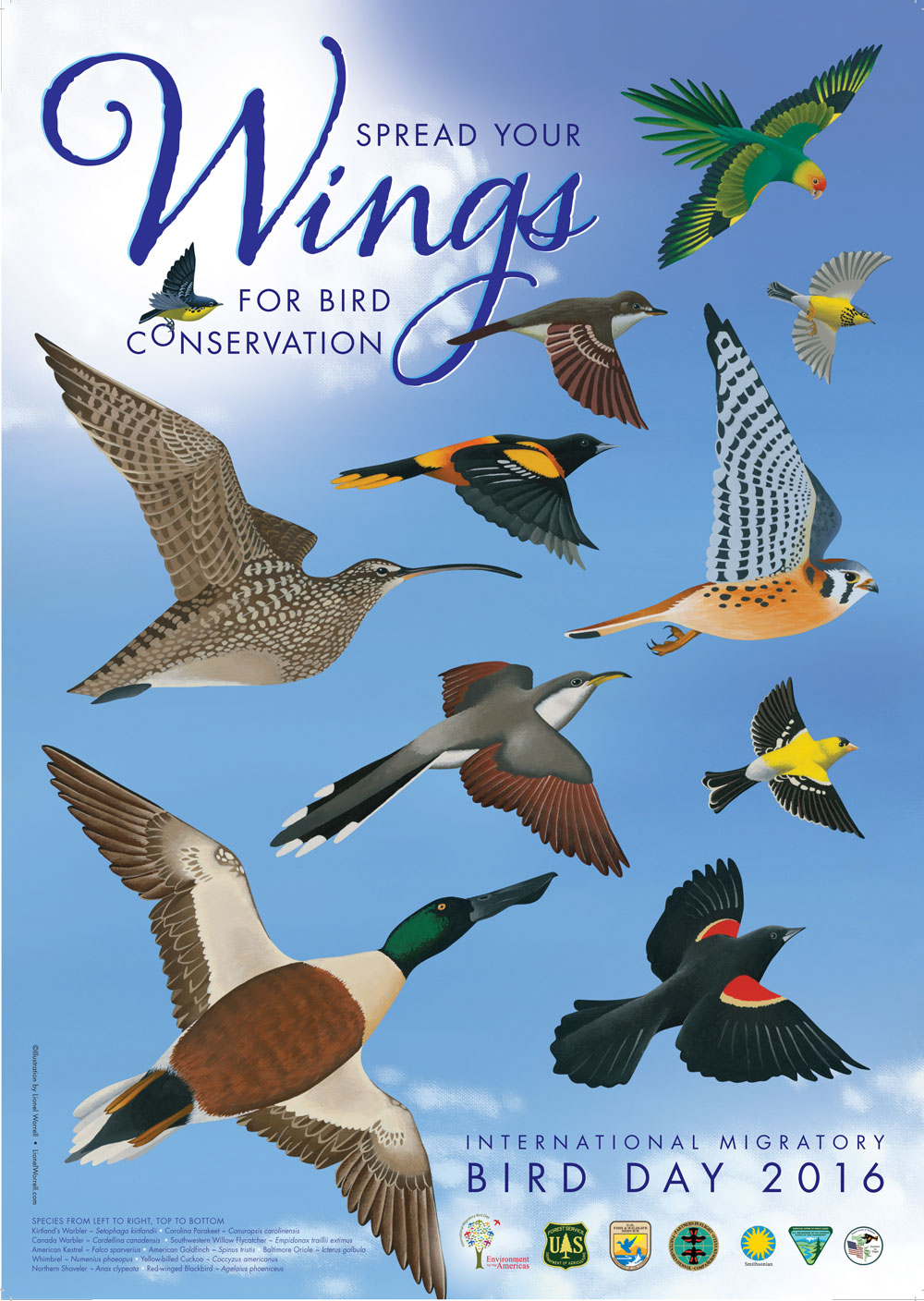
Pôster do Dia Internacional das Aves Migratórias 2016 de Lionel Worrell

Em 2006, as Nações Unidas estabeleceram o Dia Mundial das Aves Migratórias a ser realizado no segundo fim de semana de maio de cada ano. O evento foi fundado como um esforço do Acordo das Nações Unidas para a Conservação das Aves Aquáticas Migratórias Afro-Euroasiáticas (AEWA) para aumentar a conscientização sobre as ligações migratórias entre as regiões do globo. Os eventos do Dia Mundial das Aves Migratórias foram realizados em 118 países. Todos os anos, as Nações Unidas anunciam um tema unificador para os eventos oficiais. Anteriormente, era conhecido como Dia Internacional das Aves Migratórias. Esse programa é dedicado aos esforços de conservação internacional e à educação ambiental no Canadá, nos Estados Unidos, no México, nas Américas Central e do Sul e no Caribe. Originado pelo Smithsonian Migratory Bird Center, ele agora é coordenado pelo Environment for the Americas (EFTA).
O Dia Internacional das Aves Migratórias (IMBD) ocorre oficialmente no segundo sábado de maio nos Estados Unidos e no Canadá e no segundo sábado de outubro no México, nas Américas Central e do Sul e no Caribe todos os anos. Reconhecendo que essa data não é adequada para todos os lugares ou para as próprias aves migratórias, os locais realizam esses programas conforme sua conveniência ao longo do ano.
Esse programa envolve o público para que se preocupe com a manutenção de populações saudáveis de aves e com a proteção dos habitats de reprodução, não reprodução e parada usados pelas aves migratórias. Os programas do Dia Internacional das Aves Migratórias geralmente são atividades informais de educação científica ou de aprendizado científico informal, como caminhadas com pássaros, competições de arte, festivais baseados na natureza e apresentações. Esses programas são realizados em uma variedade de ambientes, como zoológicos, aquários, áreas protegidas, biosferas, museus e escolas.
Todo ano, o Dia Internacional das Aves Migratórias tem um novo tema de conservação com obras de arte, materiais educativos e atividades correspondentes.
- 2000: Focus on the Falcon (Foco no Falcão), artista Roger Tory Peterson
- 2001: Taste of the Tropics (Sabor dos trópicos), artista Terry Issac
- 2002: Exploring Habitats (Explorando Habitats), artista Charley Harper
- 2003: Catalysts for Conservation (Catalisadores para a conservação), artista Gerald Sneed
- 2004: Conserving Colonial Birds (Conservação de aves coloniais), artista Ram Papish
- 2005: Collisions (Colisões), artista David Sibley
- 2006: The Boreal Forest (A Floresta Boreal), artista Radeaux
- 2007: Birds in a Changing Climate (Pássaros em um clima em mudança), artista Louise Zemaitis
- 2008: Tundra to Tropics (Da Tundra aos Trópicos), artista Eleazar Saenz
- 2009: Celebrate Birds In Culture (Celebrar as aves na cultura), artista Andy Everson
- 2010: Power of Partnerships, artista Bob Petty
- 2011: Go Wild Go Birding, artista John Muir Laws
- 2012: Connecting People to Bird Conservation (Conectando pessoas à conservação de aves), artista Rafael Lopez
- 2013: Life Cycle of Migratory Birds (Ciclo de Vida das Aves Migratórias), artista Barry Kent MacKay
- 2014: Why Birds Matter (Por que as aves são importantes), artista Elias St.
- 2015: Restore Habitat, Restore Birds (Restaurar o habitat, restaurar as aves), artista Amelia Hansen
- 2016: Spread Your Wings for Bird Conservation (Abra suas asas para a conservação das aves), artista Lionel Worrell
- 2017: Stopover Sites (Locais de parada), artista Rocio Landivar
- 2018: Year of the Bird (Ano das Aves), artista Paula Andrea Romero
- 2019: Protect Birds: Be the Solution to Plastic Pollution (Proteja as aves: Seja a solução para a poluição do plástico), artista Arnaldo Toledo
- 2020: Birds Connect Our World (As aves conectam nosso mundo)
- 2021: Sing, Fly, Soar – Like a Bird! (Cante, voe, eleve-se — como um pássaro!)
- 2022: Dim the Lights for Birds at Night (Diminua as luzes para os pássaros à noite)
- 2023: Water (Água), artista Augusto Silva

Principais parceiros: Serviço Florestal dos Estados Unidos, Partners in Flight, United States Fish and Wildlife Service, Bureau of Land Management, Nature Canada, Birds & Beans, Pepco Holdings, Get To Know, Serviço Geológico dos Estados Unidos, Ornilux, Birdzilla, Optics for the Tropics e BirdsCaribbean.

## Dia da Ave (Brasil)
No Brasil, o Dia da Ave é comemorado no dia 5 de outubro de cada ano, instituído pelo Decreto nº 63.234, de 12 de setembro de 1968. O centro de interesse para as festividades do “Dia da Ave” é o sabiá-laranjeira (Turdus rufiventris), como símbolo representativo da fauna ornitológica brasileira e considerada popularmente Ave Nacional do Brasil.
As comemorações do “Dia da Ave” são de cunho eminentemente educativo e são realizadas com a participação das escolas e da comunidade. A Lei de Crimes Ambientais (Lei 9.605 de 12 de fevereiro de 1998) é de grande importância para a preservação ambiental brasileira, estabelecendo sanções penais e administrativas derivadas de condutas e atividades lesivas ao meio ambiente, protegendo, assim, toda fauna brasileira.

## Dia da Ave e Dia Nacional da Ave (Estados Unidos)

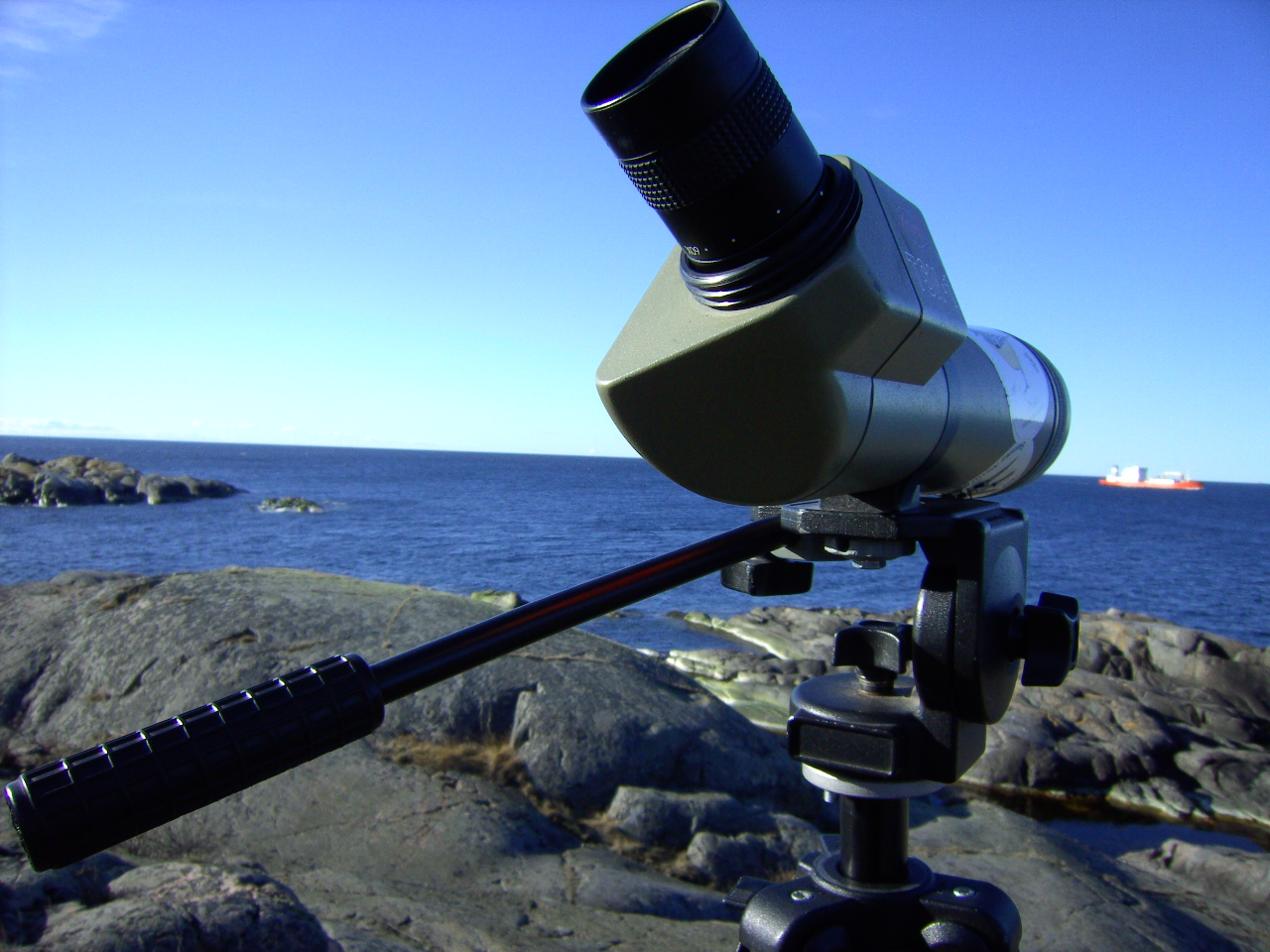
Observação de pássaros em Landsort, abril de 2009

O Dia da Ave foi criado por Charles Almanzo Babcock, o superintendente de escolas em Oil City, Pensilvânia, em 1894. Foi o primeiro feriado nos Estados Unidos dedicado à celebração das aves. Babcock pretendia que ele promovesse a conservação das aves como um valor moral. É comemorado em 4 de maio de cada ano.
O Dia Nacional da Ave é um feriado anual com meio milhão de adeptos que o comemoram por meio da observação de aves, do estudo das aves e de outras atividades relacionadas a elas. A adoção de aves é uma atividade particularmente importante do Dia Nacional das Aves. Conforme o jornal Atlanta Journal-Constitution, muitos entusiastas das aves comemoram adotando aves e educando futuros proprietários de aves sobre as questões especiais envolvidas no cuidado com as aves, incluindo seus “gritos, bicadas, limpezas constantes, a necessidade de interação diária e uma dieta variada”. A campanha do Dia Nacional das Aves da Avian Welfare Coalition visa melhorar o bem-estar dos papagaios e de outras aves, desencorajando sua compra como animais de estimação e incentivando o apoio a programas de conservação do habitat de aves selvagens e a organizações e santuários de resgate de aves em cativeiro. O Dia Nacional das Aves ocorre todos os anos em 5 de janeiro.

## Dia da Ave (Reino Unido)
Desde 1979, os amantes de aves do Reino Unido participam da anual Grande Observação de Aves de Jardim. No evento anual coordenado pela Sociedade Real de Proteção às Aves, até meio milhão de pessoas passam uma hora contando pássaros. Em 2009, a Grande Observação de Aves de Jardim foi chamada de “Dia da Ave” no jornal The Scotsman.